# BB&T Atlanta Open 2018
BB&T Atlanta Open 2018 byl tenisový turnaj pořádaný jako součást mužského okruhu ATP World Tour, který se odehrával na otevřených dvorcích s tvrdým povrchem DecoTurf v Atlantic Station. Probíhal mezi 23. až 29. červencem 2018 v americké Atlantě jako třicátý první ročník turnaje.
Událost představovala otevírací akci mužské části US Open Series 2018. Turnaj s rozpočtem 748 450 dolarů patřil do kategorie ATP World Tour 250.  Nejvýše nasazeným hráčem ve dvouhře se stal osmý tenista světa John Isner ze Spojených států. Jako poslední přímý účastník do hlavní singlové soutěže nastoupil australský 105. hráč žebříčku James Duckworth.
Pátou trofej z devíti startů si z atlantského turnaje odvezl 33letý Američan John Isner. Pěti tituly z jednoho turnaje se zařadil po bok čtyř Američanů – Connorse, Johna McEnroea, Samprase a Agassiho, kteří tohoto výkonu na túře ATP dosáhli. Premiérovou společnou trofej ze čtyřhry okruhu vybojoval americko-australský pár Nicholas Monroe a John-Patrick Smith.

## Rozdělení bodů a finančních odměn

### Rozdělení bodů
| Soutěž  | vítězové | finalisté | semifinalisté | čtvrtfinalisté | 16 v kole | 32 v kole | Q  | Q2 | Q1 |
| ------- | -------- | --------- | ------------- | -------------- | --------- | --------- | -- | -- | -- |
| dvouhra | 250      | 150       | 90            | 45             | 20        | 0         | 12 | 6  | 0  |
| čtyřhra | 250      | 150       | 90            | 45             | 0         | —         | —  | —  | —  |

### Finanční odměny
| dvouhra                             | $119 250 | $62 805 | $34 020 | $19 385 | $11 420 | $6 765 | $3 045 | $1 520 |
| čtyřhra                             | $36 230  | $19 040 | $10 320 | $5 910  | $3 460  | —      | —      | —      |
| částka ve čtyřhře je uvedena na pár |          |         |         |         |         |        |        |        |

## Mužská dvouhra

### Nasazení
| Stát                             | Hráč           | ATP | Nasazení |
| -------------------------------- | -------------- | --- | -------- |
| USA                              | John Isner     | 8.  | 1.       |
| Austrálie                        | Nick Kyrgios   | 18. | 2.       |
| Jižní Korea                      | Čong Hjon      | 22. | 3.       |
| Austrálie                        | Matthew Ebden  | 43. | 4.       |
| USA                              | Frances Tiafoe | 45. | 5.       |
| Francie                          | Jérémy Chardy  | 46. | 6.       |
| Německo                          | Mischa Zverev  | 47. | 7.       |
| USA                              | Ryan Harrison  | 55. | 8.       |
| Žebříček ATP k 16. červenci 2018 |                |     |          |

### Jiné formy účasti
Následující hráči obdrželi divokou kartu do hlavní soutěže:
- Čong Hjon
- Emil Reinberg[6]
- Donald Young

Následující hráči nastoupili do hlavní soutěže pod žebříčkovou ochranou:
- James Duckworth

Následující hráči obdrželi zvláštní výjimku:
- Ramkumar Ramanathan
- Tim Smyczek

Následující hráči postoupili z kvalifikace:
- Alex Bolt
- Prajnesh Gunneswaran
- Thanasi Kokkinakis
- Noah Rubin

Následující hráč postoupil z kvalifikace jako tzv. šťastný poražený:
- Hubert Hurkacz

### Odhlášení
před zahájením turnaje
- Mirza Bašić → nahradil jej  James Duckworth
- Juki Bhambri → nahradil jej  Alex de Minaur
- Jared Donaldson → nahradil jej  Marius Copil
- Gilles Müller → nahradil jej  Ričardas Berankis
- Jack Sock → nahradil jej  Hubert Hurkacz

### Skrečování
- Nick Kyrgios (poranění kyčle)[1]

## Mužská čtyřhra

### Nasazení
| Stát                                                                        | Hráč            | Stát               | Hráč               | ATP  | Nasazení |
| --------------------------------------------------------------------------- | --------------- | ------------------ | ------------------ | ---- | -------- |
| Indie                                                                       | Diviž Šaran     | Nový Zéland        | Artem Sitak        | 70.  | 1.       |
| USA                                                                         | Ryan Harrison   | USA                | Rajeev Ram         | 86.  | 2.       |
| USA                                                                         | Nicholas Monroe | Austrálie          | John-Patrick Smith | 110. | 3.       |
| Izrael                                                                      | Jonatan Erlich  | Spojené království | Joe Salisbury      | 130. | 4.       |
| Žebříček ATP k 16. červenci 2018; číslo je součtem umístění obou členů páru |                 |                    |                    |      |          |

### Jiné formy účasti
Následující páry obdržely divokou kartu do hlavní soutěže:
- Christopher Eubanks /  Donald Young
- Thanasi Kokkinakis /  Nick Kyrgios

## Přehled finále

### Mužská dvouhra
- John Isner vs.  Ryan Harrison, 5–7, 6–3, 6–4

### Mužská čtyřhra
- Nicholas Monroe /  John-Patrick Smith  vs.  Ryan Harrison /  Rajeev Ram, 3–6, 7–6(7–5), [10–8]